# FahrBus Ostalb

Logo der FahrBus Ostalb GmbH

Die FahrBus Ostalb GmbH war ein Verkehrsverbund mehrerer Omnibus-Unternehmen mit Sitz in Aalen, Baden-Württemberg. Ab dem 1. August 2015 war die Gesellschaft tariflich in den OstalbMobil-Verbundtarif integriert, zuvor bestand ein eigener Tarif. 2020 wurde der Verbund mit OstalbMobil verschmolzen.

## Unternehmensgeschichte
Die 1997 gegründete FahrBus Ellwangen GbR und die seit 2003 bestehende FahrBus Gmünd GbR schlossen sich am 20. Dezember 2011 mit der DB Regio AG und den Verkehrsunternehmen Grötzinger, Rühle-Gold und Rupp zur FahrBus Ostalb GmbH, einem reinen Unternehmensverbund, zusammen. Die Vereinbarungen mit dem Ostalbkreis wurden in einem Kooperationsvertrag geregelt, der Firmensitz befand sich in Aalen.
In Zusammenhang mit der Restrukturierung der OstalbMobil GmbH als „ÖPNV-Vollverbund mit Beteiligung des Ostalbkreises“ wurde die FahrBus Ostalb GmbH am 10. August 2020 aufgelöst und mit der OstalbMobil GmbH verschmolzen.

## Weblink
- Website des Verkehrsverbunds (nicht mehr erreichbar)